# Malcolm Hendriks
Malcolm Hendriks (né le 27 avril 1977) est un athlète sud-africain, spécialiste du saut en hauteur. 

## Biographie
Malcolm Hendriks remporte le titre national au saut en hauteur en 1999.

### Palmarès
| Date | Compétition            | Lieu         | Résultat | Performance |
| ---- | ---------------------- | ------------ | -------- | ----------- |
| 1999 | Jeux africains         | Johannesburg | 3e       | 2,24 m      |
| 2000 | Championnats d'Afrique | Alger        | 2e       | 2,20 m      |

### Records
| Épreuve         | Performance | Lieu         | Date        |
| --------------- | ----------- | ------------ | ----------- |
| Saut en hauteur | 2,26 m      | Stellenbosch | 4 mars 2000 |